# لوبوس هروسكا
لوبوس هروسكا هو لاعب كرة قدم تشيكي في مركز الدفاع، ولد في 21 يوليو 1987 في تشيكوسلوفاكيا. لعب مع فيكتوريا زيزكوف.